# Björnbråtstjärnen
Björnbråtstjärnen är en sjö i Degerfors kommun i Närke och ingår i Göta älvs huvudavrinningsområde.